# Compétence de première instance de la Cour suprême des États-Unis
La compétence de première instance de la Cour Suprême des États-unis est limitée à un petit nombre de cas, lesquels sont décrits à la section 2 de l'article III de la Constitution des États-unis et en outre délimités par la loi.
La clause constitutionnelle en question dispose :
« In all Cases affecting Ambassadors, other public Ministers and Consuls, and those in which a State shall be Party, the supreme Court shall have original Jurisdiction. In all the other Cases before mentioned, the supreme Court shall have appellate Jurisdiction, both as to Law and Fact, with such Exceptions, and under such Regulations as the Congress shall make. »
« Dans tous les cas impliquant des ambassadeurs, des autres ministres et consuls publics, et ceux dans lesquels un État est partie, la Cour suprême a compétence de premier instance. Dans tous les autres cas mentionnés ci-dessus, la Cour suprême est compétente en appel, tant en droit qu'en fait, sauf exceptions et en vertu du règlement d'ordre intérieur du Congrès. »